# Drtič odpadu

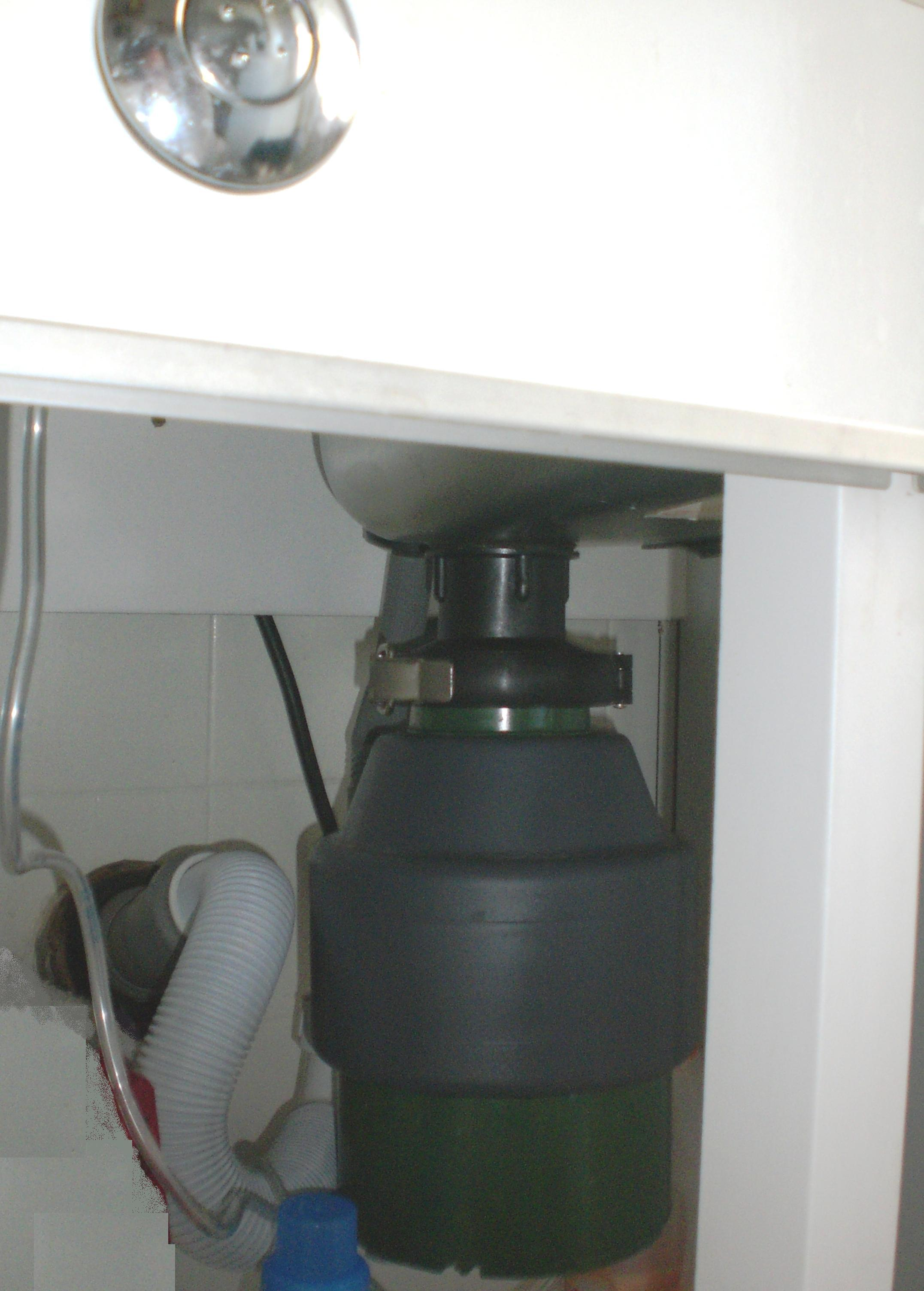
Kuchyňský drtič odpadu

Drtič odpadu je zařízení, obvykle elektricky napájené, používané především v kuchyních k likvidaci pevného biologického odpadu. Podstatou jeho práce je rozdrcení biologického odpadu na malé části, obecně menší než 2 mm, které projdou stokovou sítí. Rozlišují se drtiče pro domácnosti (instalované zpravidla pod kuchyňským dřezem mezi odpadem dřezu a sifonem) a drtiče pro gastroprovozy; liší se výkonem, velikostí a kapacitou.